# 真誠

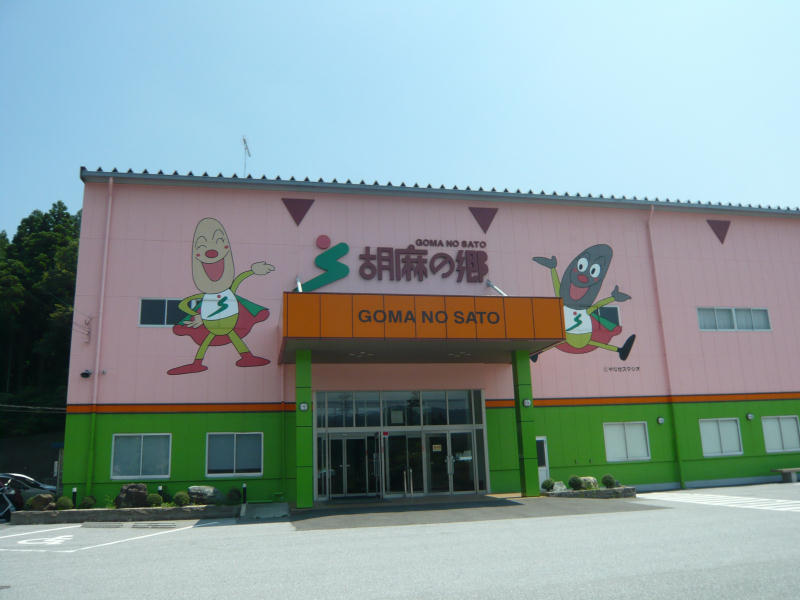
胡麻の郷（関ヶ原町）

株式会社真誠（しんせい、SHINSEI CO., LTD. ）は、愛知県北名古屋市に本社を置く胡麻を中心とした食品の製造販売会社である。

## 沿革
- 1961年 - 名古屋市西区にて創業。
- 1976年 - 本社を愛知県西春日井郡師勝町（現 北名古屋市）に移転登記。
- 1988年 - 株式会社　真誠インダストリアル・パーク設立。
- 2000年 - 健康テーマ館「胡麻の郷」オープン。

## グループ会社
- 株式会社真誠インダストリアル・パーク
- 株式会社真誠プランニング

## 拠点
- 関ヶ原工場（株式会社真誠インダストリアル・パーク）
- 名古屋工場（株式会社真誠インダストリアル・パーク）
- 胡麻の郷（株式会社真誠プランニング）
- 仙台営業所
- 東京営業所
- 大阪営業所
- 岡山営業所
- 福岡営業所

## 主な商品
- 皮むきタイプいりゴマ
- うまかあじすりごま
- 胡麻ソフト
- 煎りたて一番シリーズ
- 擂りたて一番シリーズ
- ねりゴマ一番シリーズ
- しょうゆ味ゴマ
- きな粉ゴマパウダー入